# Rasavci (Prijedor)
Rasavci (en cirílico: Расавци) es una aldea de la municipalidad de Prijedor, Republika Srpska, Bosnia y Herzegovina.
Rasavci incluye administrativamente a las aldeas de Stojnići, Zorići, Stupari, Bilbije, Spruce, Milunići, Grbići, Grujčići, Babić, Jeftici, Mrde, Stankovići, Dragišići, Adamovići, Nicići, Kovacevic, Sekulici y Bijeli.

## Población
| Composición de la Población - Localidad de Rasavci | Composición de la Población - Localidad de Rasavci | Composición de la Población - Localidad de Rasavci | Composición de la Población - Localidad de Rasavci | Composición de la Población - Localidad de Rasavci | Composición de la Población - Localidad de Rasavci |
| -------------------------------------------------- | -------------------------------------------------- | -------------------------------------------------- | -------------------------------------------------- | -------------------------------------------------- | -------------------------------------------------- |
|                                                    | 2013                                               | 1991                                               | 1981                                               | 1971                                               | 1961                                               |
| Total                                              | 810                                                | 1.051 (100,0%)                                     | 1.066 (100,0%)                                     | 1.172 (100,0%)                                     | 1.247 (100,0%)                                     |
| Varones                                            | 423                                                | -                                                  | -                                                  | -                                                  | -                                                  |
| Mujeres                                            | 387                                                | -                                                  | -                                                  | -                                                  | -                                                  |
| Bosniacos                                          | -                                                  | 4 (0,381%)                                         | -                                                  | 3 (0,256%)                                         | -                                                  |
| Serbios                                            | 791                                                | 926 (88,11%)                                       | 856 (80,30%)                                       | 1.041 (88,82%)                                     | 1.124 (90,14%)                                     |
| Croatas                                            | 14                                                 | 89 (8,468%)                                        | 107 (10,04%)                                       | 125 (10,67%)                                       | 123 (9,864%)                                       |
| Bosnios                                            | -                                                  | -                                                  | -                                                  | -                                                  | -                                                  |
| Gitanos                                            | -                                                  | -                                                  | -                                                  | -                                                  | -                                                  |
| Musulmanes                                         | -                                                  | -                                                  | -                                                  | -                                                  | -                                                  |
| Albaneses                                          | -                                                  | -                                                  | -                                                  | -                                                  | -                                                  |
| Yugoslavos                                         | -                                                  | 29 (2,759%)                                        | 82 (7,692%)                                        | 1 (0,085%)                                         | -                                                  |
| Ukranianos                                         | -                                                  | -                                                  | -                                                  | -                                                  | -                                                  |
| Montenegrinos                                      | 1                                                  | -                                                  | -                                                  | -                                                  | -                                                  |
| Eslovenos                                          | 2                                                  | -                                                  | -                                                  | -                                                  | -                                                  |
| Ortodoxos                                          | 9                                                  | -                                                  | -                                                  | -                                                  | -                                                  |
| Macedonios                                         | -                                                  | -                                                  | -                                                  | -                                                  | -                                                  |
| Húngaros                                           | -                                                  | -                                                  | -                                                  | -                                                  | -                                                  |
| Otros                                              | -                                                  | 3 (0,285%)                                         | 21 (1,970%)                                        | 2 (0,171%)                                         | -                                                  |
| Sin declarar                                       | 3                                                  | -                                                  | -                                                  | -                                                  | -                                                  |
| Desconocidos                                       | 1                                                  | -                                                  | -                                                  | -                                                  | -                                                  |